# Christmas (Floryda)
Christmas – jednostka osadnicza w Stanach Zjednoczonych, w stanie Floryda, w hrabstwie Orange.